# Lucinda Green
Lucinda Green, född den 7 november 1953 i Andover i Hampshire, är en brittisk ryttare.
Hon tog OS-silver i lagtävlingen i fälttävlan i samband med de olympiska ridsporttävlingarna 1984 i Los Angeles.